# Limonia sanguinea
Limonia sanguinea är en tvåvingeart som först beskrevs av Carl Ludwig Doleschall 1857.  Limonia sanguinea ingår i släktet Limonia och familjen småharkrankar. Inga underarter finns listade i Catalogue of Life.